# Синхронное плавание на летней Универсиаде 2013 — одиночный разряд
Соревнования по синхронному плаванию в одиночном разряде (соло) на XXVII Всемирной Летней Универсиаде прошли 5 и 9 июля.

## Формат
Соревнования в одиночном разряде состоят из двух этапов:
- Предварительный раунд: включает в себя техническую и произвольную программу;
- Финал: включает в себя только произвольную программу.

Солистки, занявшие места с 1-го по 12-е, проходят в финал.

## Результаты
| Место | Участница                | Предварительный раунд | Предварительный раунд | Предварительный раунд | Предварительный раунд | Предварительный раунд | Финал        | Финал |
| Место | Участница                | Техническая           | Произвольная          | Сумма                 | Штраф                 | Место                 | Произвольная | Место |
| ----- | ------------------------ | --------------------- | --------------------- | --------------------- | --------------------- | --------------------- | ------------ | ----- |
| 1     | Светлана Ромашина        | 48,000                | 48,500                | 96,500                | —                     | 1                     |              |       |
| 2     | Юкико Инуи               | 45,900                | 46,200                | 92,100                | —                     | 2                     |              |       |
| 3     | Линда Черрути            | 43,800                | 44,500                | 88,300                | —                     | 3                     |              |       |
| 4     | Мэри Киллмен             | 42,900                | 44,400                | 87,300                | —                     | 4                     |              |       |
| 5     | Надин Брандль            | 41,700                | 42,200                | 83,900                | —                     | 5                     |              |       |
| 6     | Саманта Александра Нилон | 40,200                | 41,900                | 82,100                | —                     | 6                     |              |       |
| 7     | Мелис Онер               | 37,700                | 38,100                | 75,800                | —                     | 7                     |              |       |
| 8     | Христина Дамянова        | 37,400                | 37,200                | 74,600                | —                     | 8                     |              |       |
| 9     | Кёрстин Андерсон         | 35,500                | 35,600                | 71,100                | —                     | 9                     |              |       |
| 10    | Син Йен Ау Йеон          | 35,200                | 36,000                | 70,700                | –0,5                  | 10                    |              |       |